# Санти-Аквила-э-Пришилла (титулярная церковь)
Титулярная церковь Санти-Аквила-э-Пришилла (лат. Titulus Sanctorum Aquilæ et Priscillæ) — титулярная церковь была создана Папой Иоанном Павлом II 26 ноября 1994 года. Титул принадлежит церкви Санти-Аквила-э-Пришилла, расположенной в квартале Рима Портуенсе, на виа Пьетро Бласерна.

## Список кардиналов-священников титулярной церкви Санти-Аквила-э-Пришилла
- Хайме Лукас Ортега-и-Аламино — (26 ноября 1994 — 26 июля 2019, до смерти);
- Хуан де ла Каридад Гарсия Родригес — (5 октября 2019 — по настоящее время).